# 17 (album XXXTentaciona)
17 – debiutancki album studyjny amerykańskiego rapera i piosenkarza XXXTentaciona, wydany 25 sierpnia 2017 roku przez wytwórnię Bad Vibes Forever i Empire Distribution. Z łącznym czasem trwania albumu poniżej 22 minut, 17 jest dość krótkim projektem i nie zawiera piosenki dłuższej niż trzy minuty. Album był wspierany przez główny singel „Revenge” i jest drugą komercyjną płytą XXXTentaciona, po wydanej wcześniej kompilacji o tej samej nazwie co wcześniej wspomniany singel (2017). 17 zawiera jedynie jeden gościnny występ; rapera Trippie Redd i większości sampluje piosenki Shiloh Dynasty. Samą produkcją zajmował się głównie XXXTentacion.
Album jest zbudowany na akustycznych i fortepianowych utworach, była to wielka zmiana stylu X'a. Eksperymentuje on z różnymi gatunkami, takimi jak emo, lo-fi, indie rock, alternatywne R&B i grunge, a teksty są oparte na tematach takich jak samobójstwo, nieudane związki i niewierność. XXXTentacion stwierdził, że docelową publicznością albumu są osoby cierpiące na depresję, a album jest także „wejściem” do jego umysłu.
Piosenki z albumu: „Jocelyn Flores”, „Revenge”, „Everybody Dies in Their Nightmares”, „Depression & Obsession”, „Save Me” i „Carry On” zadebiutowały na liście Billboard Hot 100. „Jocelyn Flores”, „Everybody Dies in Their” Nightmares” i „Fuck Love” również zadebiutowały w pierwszej setce UK Singles Chart.
Chociaż 17 było sprzedawane bez rozgłosu w radiu i w prasie, odniosło komercyjny sukces i zostało pozytywnie zrecenzowane w kilku publikacjach. Zadebiutowało na drugim miejscu listy Billboard 200 w USA z sprzedanymi łącznie 87 000 egzemplarzami w pierwszym tygodniu i uzyskało podwójną platynę od Recording Industry Association of America (RIAA). Album wysoko notował również w wielu krajach europejskich, w tym w pierwszej piątce w Danii, Holandii, Finlandii, Włoszech, Szwecji i na pierwszym miejscu w Norwegii. Album pokrył się również platyną w Kanadzie, Danii i Nowej Zelandii. XXXTentacion pośmiertnie zdobył nagrodę Ulubionego Albumu Soul/R&B za krążek 17 na gali American Music Awards 2018.

## Tło
Podczas gdy XXXTentacion przebywał w więzieniu za zarzuty przemocy domowej wobec swojej rzekomo ciężarnej byłej dziewczyny, podpisał umowę na wyłączność dystrybucyjną z Empire Distribution. Empire Distribution oficjalnie ogłosiło 2 marca 2017 r., kiedy był jeszcze w więzieniu, że jego debiutancki album Bad Vibes ukaże się wiosną 2017 r. Udzielając wywiadu dla XXL podczas pobytu w więzieniu, XXXTentacion ogłosił wydanie albumów: 17, I Need Jesus i Members Only, Vol. 3 mówiąc:

Pracuję nad bardzo dobrym albumem nazwanym 17. Jest to bardziej alternatywne brzmienie R&B – pracuję też nad mixtape'm zatytułowanym I Need Jesus, który głównie zawiera brzmienia podziemnego rapu.

XXXTentacion później ponownie potwierdził zapowiedź krążków 17, Revenge, Members Only Vol. 3 i I Need Jesus podczas wywiadu z WMIB po jego zwolnieniu z więzienia w marcu 2017 r. Później użył aplikacji Periscope, aby porozmawiać ze swoimi obserwatorami i ponownie zapowiedzieć trzy albumy. Później powiedział, że 17 zostanie wydane po zakończeniu pracy nad Members Only Vol. 3 ze swoim kolektywem „Members Only”. Members Only Vol. 3 zostało wydane 26 czerwca 2017 r.

## Motywy i kompozycja
XXXTentacion stwierdził, że docelową publicznością albumu są ludzie cierpiący na depresję, a album jest „bramą” do jego umysłu. Teksty z 17 opierają się na samobójstwie, nieudanych związkach i niewierności. Album skupia się również na wydarzeniach z życia artysty i obejmuje wiele wewnętrznych dialogów. Mówiąc o brzmieniu 17, XXXTentacion wyjaśnił, że album różnił się od jego poprzednich prac, mówiąc: „Jeśli słuchasz mnie, aby uzyskać hype lub nie myśleć, nie kupuj tego albumu, ten projekt jest dla ludzi w depresji, dla przygnębionych, dla zagubionych”.
W rozmowie z XXL XXXTentacion powiedział, że album będzie składał się z „alternatywnego brzmienia R&B”. Album ma inny styl niż tradycyjna muzyka X'a, która jest często uważana za rap rock i muzykę trap. Album adaptuje różne gatunki muzyczne, w tym emo i indie rock, aby stworzyć niekonwencjonalny styl, który mieści się w gatunku alternatywnego R&B. Sam album jest produkowany głównie przez XXXTentacion, Natra Average i Potsu; producenta, który generalnie tworzy instrumentalny hip hop lo-fi i wydaję go na SoundCloud.
Andrew Matson z Mass Appeal podkreślił, że XXXTentacion „jest na czele obecnego rockandrollowego zwrotu w hip-hopie… i konstruuje płytę emo, która odwołuje się do niektórych z jego wcześniejszych prac (motywy gitarowe), ale całkowicie pozostawia za sobą jego popularny agresywny styl i przesterowany bas”, który był często używany na lokalnej scenie na Florydzie. Matson dalej opisał piosenki na 17 jako głównie gitary akustyczne napędzane fortepianem. Jon Powell nazwał album „emocjonalną kolejką górską zawierającą różne gatunki, wszystkie połączone razem przez ciągle zmieniający się liryzm XXX i harmonię w stylu Aarona Lewisa” dodał też że „ma absolutny podziw dla talentu [XXXtentaciona], nawet pośród jego rzekomego wykroczenia z przeszłości”.

## Promocja
W Internecie ukazały się filmiki pokazujące XXXTentaciona jak współpracuję z Kodak Blackiem, Lil JJ i Juicy J. Później raper ogłosił na Snapchacie, że data premiery 17 to 25 sierpnia 2017 r.
XXXTentacion ukazał kilka fragmentów piosenek z albumu  6 sierpnia 2017 r. Za pośrednictwem swojego konta na Snapchacie. Piosenki zaprezentowane we fragmentach to „Jocelyn Flores”, „Save Me”, „Fuck Love” z udziałem Trippie Redda, „Orlando” i „Ayala (Outro)”. Vernon Coleman z XXL nazwał te fragmenty „bardzo ponurymi”. 22 sierpnia 2017 roku X ujawnił oficjalną listę utworów wraz z ostateczną okładką albumu. Dzień przed wydaniem albumu piosenka „Fuck Love” z udziałem Trippie Redda została przesłana na SoundCloud.

### Single
Główny singel „Revenge” został wydany 18 maja 2017 r. , pierwotnie zatytułowany był „Garrette's Revenge”.
Drugi singel, „Jocelyn Flores”, został wysłany do radia rytmicznego 31 października 2017 roku.
Trzeci singel, „Fuck Love”, z udziałem Trippie Redda, został wysłany do rytmicznego radia 23 stycznia 2018 roku.

### Kontrowersyjne wideo na Instagramie
23 sierpnia 2017 r. Onfroy zamieścił na swoim koncie na Instagramie krótki 3,5-sekundowy klip, na którym widać, jak wiesza się na drzewie. Wideo wywołało plotki i zaniepokojenie, spekulowano że Onfroy rzeczywiście popełnił samobójstwo. Jednak wielu szybko zwróciło uwagę, że wideo było fałszywe i podejrzewało, że był to chwyt reklamowy, aby zwrócić większą uwagę na jego nadchodzący album, ów chwyt prasa potępiła i ostro skrytykowała rapera.
Później tego samego dnia Onfroy zamieścił kolejny klip na swoim Instagramie, pokazując więcej materiałów z rzekomego powieszenia, ale tym razem wyjaśnił, że klipy były zapowiedzią nadchodzącego teledysku. Później w pełni wyjaśnił sytuację i publicznie przeprosił.

## Odbiór krytyczny
Meaghan Garvey z Pitchfork stwierdził, że 17 „przedstawia XXXTentaciona jako imponująco biegłego w godzeniu swoich wpływów w dźwięk, który jest szokująco elegancki, nawet w najbardziej nieoszlifowanych momentach, 17 to album, którego odmienne wpływy rozpuszczają się w kwaśnej kąpieli surowego uczucia”. Matson z Mass Appeal opisał album jako „doskonały muzycznie, moralnie problematyczny”. Eric Skelton z Pigeons and Planes nazwał kompozycję albumu „progresywną” i „przekorną dla gatunku”. Mitch Findlay z HotNewHipHop nazwał go „innym niż przeciętny album hip-hopowy”, podkreślając jego estetykę lo-fi oraz eksperymenty z aranżacjami gitarowymi i odmienne wokale.
Wybitne postacie z branży muzyki hip-hopowej również dały uznanie albumowi, w tym amerykański raper Kendrick Lamar, który napisał na Twitterze: „posłuchaj 17, jeśli coś czujesz. surowe myśli”. XXXTentacion pośmiertnie wygrał nagrodę dla Ulubionego albumu Soul/R&B za projekt 17 na gali American Music Awards 2018, album otrzymał też nominację do najlepszego albumu R&B na gali Billboard Music Awards 2018.

## Odbiór komercyjny
17 zostało wydane 25 sierpnia 2017 r. w iTunes, Spotify i Apple Music. Po wydaniu album był promowany w mediach społecznościowych przez wielu innych artystów, w tym Kendricka Lamara, Tory Laneza, 9th Wonder i Lil Yachty'ego. Prognozy sprzedaży albumu, zarządzane przez magazyn Hits, szacowały, że 17 zbierze ponad 80 milionów odtworzeń i sprzeda się w Stanach Zjednoczonych w ilości 74–79 000 egzemplarzy w pierwszym tygodniu.
W Stanach Zjednoczonych 17 zadebiutowało na drugim miejscu listy Billboard 200 z łącznym wynikiem 87 000 sprzedanych egzemplarzy w pierwszym tygodniu. 17 spadło na 3. miejsce na liście Billboard 200 w drugim tygodniu od premiery, sprzedając łącznie 51 275 egzemplarzy w drugim tygodniu. W trzecim tygodniu 17 spadło na 6. miejsce z 40 100 sprzedanymi egzemplarzami. 17 sprzedało się w ilości 313 000 egzemplarzy do 12 października 2017 r. Siedem piosenek - „Jocelyn Flores”, „Revenge”, „Fuck Love”, „Everybody Dies in Their Nightmares”, „Depression & Obsession”, „Save Me” i „Carry On” - zadebiutowało na liście Billboard Hot 100 pod numeremi odpowiednio 31, 77, 41, 54, 91, 94 i 95, a „Jocelyn Flores” stała się najwyżej notowaną piosenką XXXTentaciona na listach przebojów od czasu „Look at Me”, która osiągnęła szczyt na 31 miejscu 16 września 2017 r. Po śmierci XXXTentaciona, 17 ponownie weszło na listę Billboard 200 na siódmym miejscu, sprzedając się w ilości 55 000 jednostek. Album został certyfikowany podwójną platyną przez Recording Industry Association of America (RIAA).
17 zadebiutowało jako numer jeden w Norwegii (gdzie pozostało na tej samej pozycji przez trzy tygodnie) oraz w pierwszej dwudziestce na wielu listach przebojów, w tym na UK Albums Chart, gdzie zajął 12. miejsce, sprzedając 4520 jednostek. Album znalazł się również na listach przebojów w Belgii, Holandii, Nowej Zelandii, Włoszech, i Szwecji. Trzy piosenki - „Jocelyn Flores”, „Everybody Dies in Their Nightmares” i „Fuck Love” - zadebiutowały w pierwszej setce brytyjskiej listy przebojów singli, odpowiednio na miejscach 56, 88 i 99. „Jocelyn Flores” osiągnął 39. miejsce na brytyjskiej liście singli. Album pokrył się platyną w Kanadzie, Danii i Nowej Zelandii. Rolling Stone poinformował, że 17 „trafił na listy przebojów bez wytwórni płytowej poza własnym wydawnictwem, bez słuchowisk radiowych i prawie całkowitego zaniku promocji ze strony prasy”.

## Lista utworów
1. The Explanation
2. Jocelyn Flores
3. Depression & Obsession
4. Everybody Dies In Their Nightmares
5. Revenge
6. Save me
7. Dead Inside (Interlude)
8. Fuck Love (gościnnie: Trippie Redd)
9. Carry On
10. Orlando
11. Ayala (Outro)

## Personel
- XXXTentacion – wokal, produkcja, produkcja wykonawcza, kompozycja
- Trippie Redd – wokal, kompozycja
- John Cunningham – produkcja
- Dex Duncan – produkcja
- Dub tha Prodigy – produkcja
- Natra Avarage – produkcja, pianino
- Nick Mira – produkcja
- Potsu – produkcja
- Taz Taylor – produkcja
- Tobias Jesso Jr. – produkcja, pianino
- Koen Heldens – miks i mastering
- Jon FX – miks
- Thierry Chaunay – aranżacja, produkcja

## Pozycje na listach sprzedaży

### Pozycje pod koniec tygodnia
| Lista (2017–2018)                   | Pozycja |
| ----------------------------------- | ------- |
| Australia (ARIA)                    | 29      |
| Austria (Ö3 Austria)                | 21      |
| Belgia (Ultratop Flanders)          | 9       |
| Belgia (Ultratop Wallonia)          | 16      |
| Kanada (Billboard)                  | 2       |
| Czechy (ČNS IFPI)                   | 8       |
| Dania (Hitlisten)                   | 2       |
| Holandia (Album Top 100)            | 4       |
| Finlandia (Suomen virallinen lista) | 4       |
| Francja (SNEP)                      | 16      |
| Irlandia (OCC)                      | 9       |
| Włochy (FIMI)                       | 3       |
| Nowa Zelandia (RMNZ)                | 2       |
| Norwegia (VG-lista)                 | 1       |
| Szwecja (Sverigetopplistan)         | 2       |
| Szwajcaria (Schweizer Hitparade)    | 26      |
| Wielka Brytania (OCC)               | 11      |
| UK R&B Albums (OCC)                 | 4       |
| Billboard 200                       | 2       |
| Top R&B Albums                      | 1       |
| Top R&B/Hip-Hop Albums (Billboard)  | 2       |

| Lista (2022)                | Pozycja |
| --------------------------- | ------- |
| Niemcy (Offizielle Top 100) | 100     |

### Pozycje pod koniec roku
| Lista (2017)                       | Pozycja |
| ---------------------------------- | ------- |
| Belgia (Ultratop Flanders)         | 169     |
| Dania (Hitlisten)                  | 41      |
| Islandia (Plötutíóindi)            | 16      |
| Włochy (FIMI)                      | 91      |
| Nowa Zelandia (RMNZ)               | 40      |
| Szwecja (Sverigetopplistan)        | 28      |
| Billboard 200                      | 80      |
| Top R&B/Hip-Hop Albums (Billboard) | 27      |

| Lista (2018)                       | Pozycja |
| ---------------------------------- | ------- |
| Belgia (Ultratop Flanders)         | 39      |
| Belgia Albums (Ultratop Wallonia)  | 121     |
| Kanada (Billboard)                 | 23      |
| Dania (Hitlisten)                  | 9       |
| Holandia (MegaCharts)              | 26      |
| Francja (SNEP)                     | 105     |
| Islandia (Plötutíóindi)            | 7       |
| Irlandia (IRMA)                    | 38      |
| Nowa Zelandia (RMNZ)               | 13      |
| Szwecja (Sverigetopplistan)        | 7       |
| Wielka Brytania (OCC)              | 62      |
| Billboard 200                      | 19      |
| Top R&B/Hip-Hop Albums (Billboard) | 15      |

| Lista (2019)                       | Pozycja |
| ---------------------------------- | ------- |
| Belgia (Ultratop Flanders)         | 70      |
| Belgia Albums (Ultratop Wallonia)  | 166     |
| Dania (Hitlisten)                  | 50      |
| Holandia (Album Top 100)           | 54      |
| Islandia (Plötutíóindi)            | 29      |
| Nowa Zelandia (RMNZ)               | 30      |
| Szwecja (Sverigetopplistan)        | 33      |
| Billboard 200                      | 60      |
| Top R&B/Hip-Hop Albums (Billboard) | 44      |

| Lista (2020)                | Pozycja |
| --------------------------- | ------- |
| Belgia (Ultratop Flanders)  | 65      |
| Belgia (Ultratop Wallonia)  | 174     |
| Dania (Hitlisten)           | 57      |
| Holandia (Album Top 100)    | 53      |
| Szwecja (Sverigetopplistan) | 35      |
| Billboard 200               | 108     |

| Lista (2021)                | Pozycja |
| --------------------------- | ------- |
| Belgia (Ultratop Flanders)  | 77      |
| Belgia (Ultratop Wallonia)  | 166     |
| Dania (Hitlisten)           | 69      |
| Holandia (Album Top 100)    | 74      |
| Szwecja (Sverigetopplistan) | 54      |
| Billboard 200               | 160     |

| Lista (2022)                | Pozycja |
| --------------------------- | ------- |
| Belgia (Ultratop Flanders)  | 74      |
| Belgia (Ultratop Wallonia)  | 161     |
| Dania (Hitlisten)           | 77      |
| Holandia (Album Top 100)    | 79      |
| Litwa (AGATA)               | 20      |
| Szwecja (Sverigetopplistan) | 69      |
| Billboard 200               | 130     |

### Pozycje pod koniec dekady
| Lista (2010–2019) | Pozycja |
| ----------------- | ------- |
| Billboard 200     | 92      |

## Certyfikaty
| Kraj                     | Certyfikat | Ilość sprzedanych egzemplarzy |
| ------------------------ | ---------- | ----------------------------- |
| Belgia (BEA)             | Złoto      | 10 tys.                       |
| Kanada (Music Canada)    | Platyna    | 80 tys.                       |
| Dania (IFPI Danmark)     | 3× Platyna | 60 tys.                       |
| Francja (SNEP)           | Platyna    | 100 tys.                      |
| Wlochy (FIMI)            | Platynowa  | 50 tys.                       |
| Nowa Zelandia (RMNZ)     | 2× Platyna | 30 tys.                       |
| Wielka Brytania (BPI)    | Platyna    | 300 tys.                      |
| Stany Zjednoczone (RIAA) | 3× Platyna | 3 mln                         |

## Wydania
| Kraj                   | Data             | Format                         | Wytwórnia         | Źródło  |
| ---------------------- | ---------------- | ------------------------------ | ----------------- | ------- |
| Wydanie międzynarodowe | 25 sierpnia 2017 | - Streaming - digital download | Bad Vibes Forever | [ 128 ] |
| Wydanie międzynarodowe | 25 sierpnia 2018 | - CD - winyl                   | Bad Vibes Forever | [ 129 ] |